# Georg Tengwall
Georg Henril Tengwall (ur. 6 kwietnia 1896 w Norrköping, zm. 4 marca 1954 tamże) – szwedzki żeglarz, olimpijczyk, zdobywca złotego medalu w regatach na letnich igrzyskach olimpijskich w 1920 w Antwerpii.
Na Letnich Igrzyskach Olimpijskich 1920 zdobył złoto w żeglarskiej klasie 40 m². Załogę jachtu Sif tworzyli również Tore Holm, Yngve Holm i Axel Rydin.